# Gilles Simon
Gilles Simon (Nice, 27 de Dezembro de 1984) é um tenista profissional da França, residente na Suíça. Profissionalizou-se em 2002.
Vencedor de 12 torneios profissionais, é o segundo francês mais bem sucedido no circuito ATP depois de Yannick Noah. Seu auge foi nos anos de 2008 e 2009, onde se manteve entre os 10 melhores do mundo. Disputou sua primeira final de um Masters Series em Madrid, em 2008, perdendo contra Andy Murray. Além disso, conquistou títulos em ATPs 250 e 500, e chegou nas quartas de final do Grand Slam do Open da Austrália em 2009.
Encerrou o ano de 2011 como o número 12 do mundo.

## Biografia
Gilles Simon nasceu em Nice, mas cresceu na região de Paris, em Fontenay-sous-Bois em uma família que nunca praticou o esporte de alto nível. Sua mãe Mireille é ginecologista, seu pai Daniel ressegurador e seu irmão Jean-Marie é um engenheiro. Com a idade de seis anos, ele treina no Fontenay US até a idade de 14 anos.
Gilles Simon tornou-se um jogador de tênis profissional em 2002. Ele vive em Neuchâtel, Suíça, e tem dois filhos.
Apesar de seus resultados, Gilles Simon tem exposição na mídia um pouco menor do que os franceses Jo-Wilfried Tsonga, Richard Gasquet e Gaël Monfils.

## Carreira

### 2002-2005
Gilles Simon começou sua carreira profissional em 2002, ele ganhou seis eventos Futuros entre 2003 e 2004. Ele fez sua primeira aparição no ATP Tour em 2004, no Open de Moselle; ele perdeu contra Marc Gicquel na primeira rodada.
Ele começou 2005 com uma vitória no Challenger Noumea, em seguida, vem a
sua primeira vitória no circuito principal em fevereiro, em Marselha, onde ele derrotou Thomas Johansson, mas depois perdeu para Joachim Johansson. Após uma quartas-de-final em Casablanca, ele começou no Grand Slam com um convite para Roland Garros, mas perdeu para o também Wild Card, Olivier Patience. Ele participou de seu primeiro ATP 500 em Stuttgart, em julho e agosto, em seu primeiro Masters 1000 em Cincinnati. A derrota para Michael Llodra na primeira rodada do Aberto de Moselle conclui sua primeira temporada no ATP Tour.

## Desempenho em Torneios

### Masters 1000 finais

#### Simples: 2 (2 vices)
| Posição | Ano  | Campeonato | Piso     | Oponente      | Placar             |
| ------- | ---- | ---------- | -------- | ------------- | ------------------ |
| Vice    | 2008 | Madrid     | Duro (i) | Andy Murray   | 4–6, 6–7(6–8)      |
| Vice    | 2014 | Xanghai    | Duro     | Roger Federer | 6–7(6–8), 6–7(2–7) |

### Simples

#### Finais Vencidas (9)
| Legenda                                                     |
| Grand Slam (0)                                              |
| Tennis Masters Cup ATP World Tour Finals (0)                |
| ATP Masters Series ATP World Tour Masters 1000 (0)          |
| ATP International Series Gold ATP World Tour 500 Series (1) |
| ATP International Series ATP World Tour 250 Series (8)      |

| Títulos por superfície |
| Dura (5)               |
| Grama (0)              |
| Saibro (4)             |
| Carpete (0)            |

| N° | Data                    | Torneio              | Superfície | Adversário na final | Resultado     |
| 1. | 18 de fevereiro de 2007 | Marseille, França    | Dura       | Marcos Baghdatis    | 6–4, 7–6(3)   |
| 2. | 16 de setembro de 2007  | Bucareste, Romênia   | Saibro     | Victor Hănescu      | 4–6, 6–3, 6–2 |
| 3. | 24 de maio de 2008      | Casablanca, Marrocos | Saibro     | Julien Benneteau    | 7–5, 6–2      |
| 4. | 20 de julho de 2008     | Indianapolis, EUA    | Dura       | Dmitry Tursunov     | 6–4, 6–4      |
| 5. | 14 de setembro de 2008  | Bucareste, Romênia   | Saibro     | Carlos Moyà         | 6–3, 6–4      |
| 6. | 28 de setembro de 2009  | Bangkok, Tailândia   | Dura       | Viktor Troicki      | 7–5, 6–3      |
| 7. | 26 de setembro de 2010  | Metz, França         | Dura       | Mischa Zverev       | 6–3, 6–2      |
| 8. | 15 de janeiro de 2011   | Sydney, Austrália    | Dura       | Viktor Troicki      | 7–5, 7–6(4)   |
| 9. | 24 de julho de 2011     | Hamburgo, Alemanha   | Saibro     | Nicolás Almagro     | 6–4, 4–6, 6–4 |

### Finais Perdidas (2)
| N° | Data                  | Torneio           | Superfície | Adversário na final | Resultado |
| 1. | 16 de abril de 2006   | Valência, Espanha | Saibro     | Nicolas Almagro     | 2–6, 3–6  |
| 2. | 19 de outubro de 2008 | Madrid, Espanha   | Dura       | Andy Murray         | 4–6, 6–7  |

## Vitórias sobre tenistas top 10
| Temporada | 2002 | 2003 | 2004 | 2005 | 2006 | 2007 | 2008 | 2009 | 2010 | 2011 | 2012 | 2013 | 2014 | 2015 | Total |
| Vitórias  | 0    | 0    | 0    | 0    | 1    | 4    | 4    | 1    | 2    | 3    | 5    | 3    | 3    | 3    | 29    |

| #    | Jogador               | Rank | Evento                               | Superfície | Rd   | Placar             |
| 2006 | 2006                  | 2006 | 2006                                 | 2006       | 2006 | 2006               |
| ---- | --------------------- | ---- | ------------------------------------ | ---------- | ---- | ------------------ |
| 1.   | Gastón Gaudio         | 9    | Hamburgo, Alemanha                   | Saibro     | 2R   | 6–4, 3–6, 6–4      |
| 2007 |                       |      |                                      |            |      |                    |
| 2.   | Tommy Robredo         | 7    | Indian Wells, Estados Unidos         | Dura       | 2R   | 6–7(0–7), 6–3, 6–0 |
| 3.   | Andy Murray           | 10   | Rome, Itália                         | Saibro     | 1R   | 6–1, 1–6, 6–3      |
| 4.   | Nikolay Davydenko     | 4    | Umago, Croácia                       | Saibro     | 1R   | 6–2, 2–6, 6–3      |
| 5.   | Nikolay Davydenko     | 4    | New Haven, Estados Unidos            | Dura       | 3R   | 6–4, 6–4           |
| 2008 |                       |      |                                      |            |      |                    |
| 6.   | Novak Djokovic        | 3    | Marselha, França                     | Dura (i)   | 2R   | 6–2, 6–7(6–8), 6–3 |
| 7.   | Roger Federer         | 1    | Toronto, Canadá                      | Dura       | 2R   | 2–6, 7–5, 6-4      |
| 8.   | Rafael Nadal          | 1    | Madrid, Espanha                      | Dura (i)   | SF   | 3–6, 7–5, 7–6(8–6) |
| 9.   | Roger Federer         | 2    | Tennis Masters Cup, Xangai, China    | Dura (i)   | RR   | 4–6, 6–4, 6–3      |
| 2009 |                       |      |                                      |            |      |                    |
| 10.  | Nikolay Davydenko     | 8    | Cincinnati, Estados Unidos           | Dura       | 3R   | 6–7(6–8), 6–4, 6–4 |
| 2010 |                       |      |                                      |            |      |                    |
| 11.  | Andy Roddick          | 9    | Washington, Estados Unidos           | Dura       | 3R   | 6–3, 6–3           |
| 12.  | Fernando Verdasco     | 7    | Valência, Espanha                    | Dura       | 2R   | 6–1, 6–3           |
| 2011 |                       |      |                                      |            |      |                    |
| 13.  | Mardy Fish            | 10   | Roland-Garros, Paris, França         | Saibro     | 3R   | 6–3, 6–4, 6–2      |
| 14.  | Gaël Monfils          | 7    | Hamburgo, Alemanha                   | Saibro     | QF   | 6–4, 3–6, 6–0      |
| 15.  | David Ferrer          | 6    | Cincinnati, Estados Unidos           | Dura       | 3R   | 6–4, 6–7(3–7), 6–4 |
| 2012 |                       |      |                                      |            |      |                    |
| 16.  | Janko Tipsarević      | 8    | Monte Carlo, Mônaco                  | Saibro     | 3R   | 6–0, 4–6, 6–1      |
| 17.  | Jo-Wilfried Tsonga    | 5    | Monte Carlo, Mônaco                  | Saibro     | QF   | 7–5, 6–4           |
| 18.  | Janko Tipsarević      | 9    | Bangkok, Tailândia                   | Dura (i)   | SF   | 6–4, 6–4           |
| 19.  | Janko Tipsarević      | 9    | Valência, Espanha                    | Dura (i)   | 2R   | 5–4 ret.           |
| 20.  | Tomáš Berdych         | 9    | Paris, França                        | Dura (i)   | QF   | 6–4, 6–4           |
| 2013 |                       |      |                                      |            |      |                    |
| 21.  | Juan Martín del Potro | 7    | Marselha, França                     | Dura (i)   | QF   | 6–4, 6–3           |
| 22.  | Janko Tipsarević      | 9    | Miami, Estados Unidos                | Dura       | 4R   | 5–7, 6–2, 6–2      |
| 23.  | Jo-Wilfried Tsonga    | 8    | Metz, França                         | Dura (i)   | F    | 6–4, 6–3           |
| 2014 |                       |      |                                      |            |      |                    |
| 24.  | David Ferrer          | 5    | US Open, Nova Iorque, Estados Unidos | Dura       | 3R   | 6–3, 3–6, 6–1, 6–3 |
| 25.  | Stan Wawrinka         | 4    | Xangai, China                        | Dura       | 2R   | 5–7, 7–5, 6–4      |
| 26.  | Tomáš Berdych         | 7    | Xangai, China                        | Dura       | QF   | 7–6(7–4), 4–6, 6–0 |
| 2015 |                       |      |                                      |            |      |                    |
| 27.  | Andy Murray           | 4    | Roterdã, Holanda                     | Dura (i)   | QF   | 6–4, 6–2           |
| 28.  | Milos Raonic          | 8    | Queen's, Londres                     | Grama      | QF   | 4–6, 6–3, 7–5      |
| 29.  | Tomáš Berdych         | 6    | Wimbledon, Londres                   | Grama      | 4R   | 6–3, 6–3, 6–2      |